# Steve Sumner

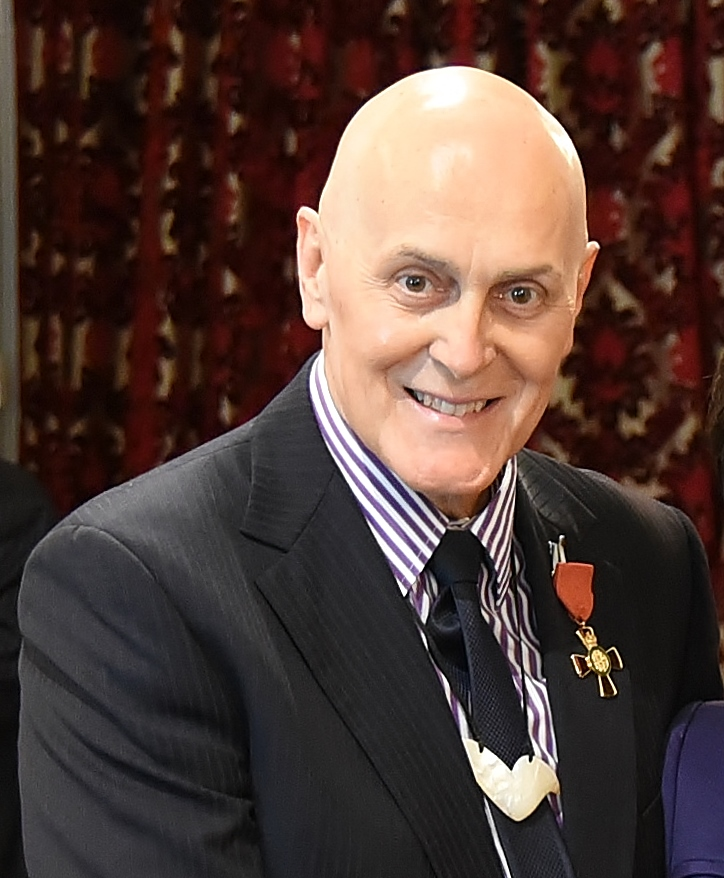
Steve Summer em 2016

Steven Paul Sumner (Preston, 2 de abril de 1955 – 8 de fevereiro de 2017) foi um futebolista neozelandês, de origem britânica, que disputou a Copa do Mundo FIFA de 1982 e marcou o primeiro gol da Seleção de seu país neste evento, contra a Escócia. Na época, ostentava a braçadeira de capitão da equipe.
Em clubes, destacou-se no Christchurch United, onde iniciou a carreira em 1973 e faria 147 jogos e marcou 36 gols em sua primeira passagem, que durou até 1980. Chegou a jogar 18 partidas pelo Newcastle United Jets em 1981, atuando também por West Adelaide, Manurewa AFC e Gisborne City até 1988, quando voltou ao Christchurch United para se aposentar no ano seguinte.